# Galerija „Milan Konjović” Sombor
Galerija "Milan Konjović" u Somboru otvorena je 10. septembra 1966. godine, kada je Milan Konjović poklonio gradu Somboru zbirku od 500 dela. Legat se nalazi u centru Sombora, na Trgu Sv. Trojstva, u zgradi iz 18. veka.

## Milan Konjović
Milan Konjović (Sombor, 28. januar 1898 — Sombor, 20. oktobar 1993) je bio jedan od najznačajnijih srpskih slikara 20. veka.

## Zgrada galerije
Galerija "Milan Konjović" je smeštena u jednospratnoj baroknoj zgradi sagrađenoj na mestu na kojem je bila prva apoteka u gradu. Zgrada je sagrađena 1838. godine, a 1961. godine je obimnim radovima prilagođena potrebama galerijskog prostora.
Kao sastavni deo centralnog gradskog jezgra, Galerija je proglašena za nepokretno kulturno dobro kao spomenik kulture od velikog značaja.

## Fond galerije
Od početnih 500 darovanih dela (150 ulja, 20 pastela, 29 akvarela, 300 crteža i 1 tapiserija) fond legata se, putem donacija, stalno uvećavao. Umetnik je do kraja života Galeriji poklanjao svoje radove, i već deset godina nakon osnivanja legat je u svojoj zbirci imao 725 radova, od toga 238 slika, 32 pastela, 45 akvarela, 409 crteža i 1 tapiseriju. Zahvaljujući brojnim donacijama, danas zbirka Galerije broji 1084 rada.
Galerija poseduje bogat dokumentacioni materijal: hemeroteku, biblioteku, fototeku, prepisku Milana Konjovića sa njegovim savremenicima i kao i kompletnu bibliografsku građu o Milanu Konjoviću.

## Izložbena delatnost
Galerija izlaže dela Milana Konjovića kroz stalne hronološke postavke i povremene tematske izložbe. Galeriju je prvobitno uredila dr Katarina Ambrozić, koja je i autor prve monografije o slikaru u izdanju Galerija iz iste godine.
Stalna postavka monografskog karaktera prikazuje Konjovićevo stvaralaštvo u periodu od 1913-1990. godine, u tehnikama ulja, pastela, akvarela, crteža i tapiserija. Retrospektivna postavka se menja svake tri godine, a organizuju se dve tematske izložbe godišnje. Od osnivanja do danas Galerija je imala 12 retrospektivnih postavki i preko 50 tematskih izložbi, od kojih je većina gostovala u galerijama i muzejima u drugim gradovima. Galerija organizuje brojne izložbe i u drugim ustanovama kulture u zemlji i inostranstvu. 

## Izdavačka delatnost
Galerija "Milan Konjović" ima bogatu izdavačku delatnost. Izdala je više od 20 knjiga i monografija. Izdaje katalog uz svaku retrospektivnu postavku i uz svaki tematsku izložbu. Takođe štampa serigrafije, reprodukcije, plakate i razglednice. 

### Najznačajnije publikacije
- Irma Lang - Konjović izbliza, 2010.
- Irma Lang - Katalog radova, 2010.
- Miroslav Josić Višnjić - Stoleće Milana Konjovića (1898-1998), 1998.
- Lazar Trifunović - Stvarnost i mit u slikarstvu Milana Konjovića, 1978.
- Katarina Ambrozić - Milan Konjović, 1965.

## Radno vreme
Galerija je otvorena za publiku od utorka do petka od 8 do 19 časova, a subotom i nedeljom od 9 do 13 časova.

## Spoljašnje veze
- Zvanična internet stranica Galerije "Milan Konjović" Архивирано на веб-сајту  (26. октобар 2020)